# Grupo Progresista del Parlamento del Mercosur
El Grupo Progresista del Parlamento del Mercosur es una bancada conformada por los diputados de dicho órgano parlamentario de diversos países miembros provenientes de partidos de izquierda con ideología progresista. 
Los partidos y coaliciones miembros son el Frente para la Victoria de Argentina, el Partido de los Trabajadores y el Partido Comunista de Brasil, el Frente Guasú de Paraguay, el Frente Amplio de Uruguay y el Gran Polo Patriótico de Venezuela. Fue la primera bancada transnacional dentro del espacio, creada por afinidad ideológica y no por pertenencia nacional.
El grupo ha recibido el apoyo de organizaciones como la Fundación Friedrich Ebert.
Hubo un esfuerzo similar por parte de partidos de derechas en el Parlamento como el Partido Nacional de Uruguay, el Partido Colorado de Paraguay y el Partido de la Social Democracia Brasileña, pero al tener diferencias ideológicas más marcadas, se ha dificultado el lograr un acuerdo. Así por ejemplo la diputada brasileña del PSDB Marisa Serrano calificó al Partido Colorado de «extrema derecha» y que por ende no tendría cabida en la bancada.

## Historia

### Fundación
Fundado en 2009 como un acuerdo entre partidos de izquierda y centro izquierda de los países que integran el Mercosur, el Grupo Progresista declara lo siguiente:

“Nos constituimos con el objetivo superior de impulsar la integración de nuestros países, con la convicción de que se trata de un proceso de múltiples dimensiones: política, económica, social y cultural, cuya importancia estratégica radica en que esta integración resulta imprescindible para consolidar el desarrollo de nuestras naciones.
Asimismo, adoptamos como objetivo específico el mejoramiento continuo de la acción política integradora del Parlamento del Mercosur y el fortalecimiento permanente de sus vínculos con la sociedad civil y sus más diversas expresiones organizadas.
Asumimos y reafirmamos los Propósitos señalados en el Art. 2 y los Principios establecidos en el Art. 3 del Protocolo Constitutivo del Parlamento del Mercosur y especialmente nos identificamos con las causas superiores de la justicia social, la protección de la naturaleza y la sustentabilidad ambiental y la visión global de que un mundo mejor es posible.
En virtud de los enunciados anteriores reafirmamos nuestras señas de identidad como progresistas del Mercosur, impulsando nuestra integración como una construcción comunitaria de naciones de alcance histórico y basada en una visión político estratégica común; en el convencimiento que no hay desarrollo sin integración, y de la convicción de que nuestras naciones solo podrán actuar en el escenario global – multipolar de hoy integradas en un bloque a través del cual nuestros pueblos puedan expresar su lucha por un mundo mejor.”

Extracto de la nota constitutiva de la Bancada Progresista del Parlasur, del 30 de noviembre de 2009.

### Golpe de Estado en Paraguay
En 2012, se produce una crisis política en Paraguay, la cual termina con la destitución de Fernando Lugo por medio de un juicio político, aprobado por la Cámara de Diputados de Paraguay.
La comunidad internacional respondió de distintas maneras ante los sucesos, predominando los rechazos y/o condenas en América Latina. Con la complacencia del expresidente Fernando Lugo, los demás países miembros plenos del MERCOSUR (Argentina, Brasil y Uruguay), además de la mayoría de los países de la región (como Venezuela, Bolivia, Ecuador y Nicaragua) se manifestaron expresamente en contra de la destitución de Lugo, retirando -los que tenían- a sus embajadores. Consecuentemente, Paraguay finalmente fue suspendido como miembro del MERCOSUR.

### Las elecciones
En el año 2013 se realizaron las elecciones directas al Parlamento del Mercosur en Paraguay, donde el Frente Guasu obtuvo un escaño tras obtener 173.839. 
En 2015 se realizaron las elecciones directas al Parlamento del Mercosur en Argentina, donde el Frente para la Victoria, miembro de este grupo, resultó primera fuerza obteniendo 26 parlamentarios, con un 60% de votos.

### Detención de Milagros Sala
En enero de 2016 fue arrestada la parlamentaria de este grupo, Milagros Sala debido a un acampe que realizaron diferentes cooperativas en reclamo contra el gobernador Gerardo Morales. El gobernador realizó una denuncia, acusando a Milagro de «instigación a cometer delitos y tumultos en concurso real», y el 16 de enero de 2016 fue detenida. 
El Grupo de Trabajo sobre Detención Arbitraria del Consejo de Derechos Humanos de las Naciones Unidas consideró que la detención era arbitraria y realizó un «llamamiento urgente» al Gobierno de Mauricio Macri para que la libere. La Comisión Interamericana de Derechos Humanos emitió un comunicado a través del cual «urge al Estado argentino a responder al caso de Milagro Sala» ratificando la decisión del GTDA.
En este marco, en diciembre de 2016 fue condenada a tres años de prisión en suspenso, por considerársela «instigadora» de daños agravados en ocasión de un escrache contra Gerardo Morales en el que no participó. Días más tarde fue enjuiciada por haber organizado un "acampe" y encontrada culpable de cometer una contravención, siendo condenada a pagar una multa, a realizar trabajos sociales y a tres años de inhabilitación para integrar organizaciones; este último juicio fue declarado nulo el 2 de junio de 2017 por el juez de Control número 3 de Jujuy.
Milagro Sala permanece detenida desde hace 3452 días sin condena a prisión efectiva.

## Miembros
| País      | Partido                                | Principal Ideología      | Coalición                          |
| --------- | -------------------------------------- | ------------------------ | ---------------------------------- |
| Argentina | Partido Justicialista                  | Peronismo                | Frente de Todos                    |
| Argentina | Frente Grande                          | Socialdemocracia         | Frente de Todos                    |
| Argentina | Movimiento Evita                       | Peronismo                | Frente de Todos                    |
| Argentina | Partido de la Victoria                 | Kirchnerismo             | Frente de Todos                    |
| Argentina | Partido Comunista                      | Marxismo leninismo       | Frente de Todos                    |
| Argentina | Partido Comunista (CE)                 | Marxismo leninismo       | Frente de Todos                    |
| Argentina | Nuevo Encuentro                        | Progresismo              | Frente de Todos                    |
| Argentina | KOLINA                                 | Kirchnerismo             | Frente de Todos                    |
| Argentina | Partido Solidario                      | Cooperativismo           | Frente de Todos                    |
| Argentina | Partido por la Soberanía Popular       | Indigenismo              | Unidad Ciudadana                   |
| Argentina | Partido de la Concertación FORJA       | Radicalismo              | Frente de Todos                    |
| Argentina | Libres del Sur                         | Socialismo               | Consenso Federal                   |
| Brasil    | Partido de los Trabajadores            | Socialdemocracia         | La Fuerza del Pueblo               |
| Brasil    | Partido Comunista de Brasil            | Marxismo leninismo       | La Fuerza del Pueblo               |
| Paraguay  | Partido País Solidario                 | Socialdemocracia         | Frente Guasú                       |
| Paraguay  | Partido Popular Tekojoja               | Socialismo               | Frente Guasú                       |
| Paraguay  | Partido del Frente Patriótico Teete    | Progresismo              | Frente Guasú                       |
| Paraguay  | Partido Participación Ciudadana        | Socialismo               | Frente Guasú                       |
| Paraguay  | Partido Humanista Paraguayo            | Humanismo                | Frente Guasú                       |
| Paraguay  | Convergencia Popular Socialista        | Socialismo               | Frente Guasú                       |
| Paraguay  | Partido de la Unidad Popular           | Socialismo               | Frente Guasú                       |
| Paraguay  | Movimiento la Patria Primero           | Progresismo              | Frente Guasú                       |
| Paraguay  | Fuerza Común                           | Progresismo              | Frente Guasú                       |
| Paraguay  | Movimiento Soberanía y Desarrollo      | Progresismo              | Frente Guasú                       |
| Uruguay   | Partido Socialista                     | Socialismo               | Frente Amplio                      |
| Uruguay   | Partido Comunista                      | Marxismo leninismo       | Frente Amplio                      |
| Uruguay   | Partido Demócrata Cristiano            | Socialcristianismo       | Frente Amplio                      |
| Uruguay   | Movimiento de Participación Popular    | Socialismo               | Frente Amplio                      |
| Uruguay   | Asamblea Uruguay                       | Socialdemocracia         | Frente Amplio                      |
| Uruguay   | Alianza Progresista                    | Progresismo              | Frente Amplio                      |
| Uruguay   | Vertiente Artiguista                   | Progresismo              | Frente Amplio                      |
| Uruguay   | Nuevo Espacio                          | Socialdemocracia         | Frente Amplio                      |
| Uruguay   | Partido por la Victoria del Pueblo     | Anticapitalismo          | Frente Amplio                      |
| Uruguay   | Ir-                                    | Socialismo               | Frente Amplio                      |
| Uruguay   | Partido Obrero Revolucionario          | Trotskismo               | Frente Amplio                      |
| Uruguay   | Partido Socialista de los Trabajadores | Trotskismo               | Frente Amplio                      |
| Venezuela | Partido Socialista Unido de Venezuela  | Socialismo del siglo XXI | Gran Polo Patriótico               |
| Venezuela | Partido Comunista de Venezuela         | Marxismo leninismo       | Alternativa Popular Revolucionaria |
| Venezuela | Unidad Popular Venezolana              | Marxismo leninismo       | Gran Polo Patriótico               |
| Venezuela | Patria Para Todos                      | Marxismo libertario      | Gran Polo Patriótico               |
| Venezuela | TUPAMARO                               | Marxismo leninismo       | Gran Polo Patriótico               |
| Venezuela | Movimiento Electoral del Pueblo        | Socialismo               | Gran Polo Patriótico               |
| Venezuela | Alianza para el Cambio                 | Socialdemocracia         | Gran Polo Patriótico               |
| Venezuela | PODEMOS                                | Socialismo               | Gran Polo Patriótico               |
| Venezuela | Organización Renovadora Auténtica      | Cristianismo             | Gran Polo Patriótico               |
| Venezuela | Corrientes Revolucionarias Venezolanas | Guevarismo               | Gran Polo Patriótico               |
| Venezuela | Movimiento Somos Venezuela             | Socialismo               | Gran Polo Patriótico               |

## Resultados electorales
Paraguay:
|  | 3,3 % |

|  | 2,74 % |

 Argentina:
| Elección | Diputados | Diputados        | Diputados |
| Elección | Votos     | % de votos       | Escaños   |
| -------- | --------- | ---------------- | --------- |
| 2015     | 8.922.609 | \| \| 37.46 % \| | 26/43     |
|          | 37.46 %   |                  |           |

 Uruguay:
Uruguay ya programó las primeras elecciones directas al Parlamento del Mercosur para 2020

## Parlamentarios
- Los parlamentarios de los siguientes partidos están en el grupo:[13]

| País      | Partido                            | 2015-2021 |
| --------- | ---------------------------------- | --------- |
| Argentina | Unión por la Patria                | 21        |
| Uruguay   | Frente Amplio                      | 10        |
| Brasil    | Partido de los Trabajadores        | 6         |
| Venezuela | Gran Polo Patriótico Simón Bolívar | 18        |
| Paraguay  | Frente Guasu                       | 1         |

- Los parlamentarios del grupo son:

| N.º | Nombre completo               | País           | Frente / Partido            | Período actual | Período actual | Distrito                         |  |
| N.º | Nombre completo               | País           | Frente / Partido            | Desde          | Hasta          | Distrito                         |  |
| --- | ----------------------------- | -------------- | --------------------------- | -------------- | -------------- | -------------------------------- |  |
| 1   | Teresa Parodi                 | Argentina (21) | Unión por la Patria (7)     | 10/12/2023     | 09/12/2027     | Distrito Nacional (7)            |  |
| 2   | Mariano Arcioni               | Argentina (21) | Unión por la Patria (7)     | 10/12/2023     | 09/12/2027     | Distrito Nacional (7)            |  |
| 3   | Victoria Donda                | Argentina (21) | Unión por la Patria (7)     | 10/12/2023     | 09/12/2027     | Distrito Nacional (7)            |  |
| 4   | Gabriel Fuks                  | Argentina (21) | Unión por la Patria (7)     | 10/12/2023     | 09/12/2027     | Distrito Nacional (7)            |  |
| 5   | María Cecilia Nicolini        | Argentina (21) | Unión por la Patria (7)     | 10/12/2023     | 09/12/2027     | Distrito Nacional (7)            |  |
| 6   | Franco Maximiliano Metaza     | Argentina (21) | Unión por la Patria (7)     | 10/12/2023     | 09/12/2027     | Distrito Nacional (7)            |  |
| 7   | Marina Mercedes Femenía       | Argentina (21) | Unión por la Patria (7)     | 10/12/2023     | 09/12/2027     | Distrito Nacional (7)            |  |
| 8   | Gustavo Héctor Arrieta        | Argentina (21) | Unión por la Patria (7)     | 10/12/2023     | 09/12/2027     | Provincia de Buenos Aires        |  |
| 9   | Mariano Fernández             | Argentina (21) | Unión por la Patria (7)     | 10/12/2023     | 09/12/2027     | Provincia de Tucumán             |  |
| 10  | Raúl Germán Bittel            | Argentina (21) | Unión por la Patria (7)     | 10/12/2023     | 09/12/2027     | Provincia del Chaco              |  |
| 11  | Yamil Sarruff                 | Argentina (21) | Unión por la Patria (7)     | 10/12/2023     | 09/12/2027     | Provincia de La Rioja            |  |
| 12  | Yésica Anabela Taborda        | Argentina (21) | Unión por la Patria (7)     | 10/12/2023     | 09/12/2027     | Provincia de Corrientes          |  |
| 13  | José Cáceres                  | Argentina (21) | Unión por la Patria (7)     | 10/12/2023     | 09/12/2027     | Provincia de Entre Ríos          |  |
| 14  | Ricardo Branda                | Argentina (21) | Unión por la Patria (7)     | 10/12/2023     | 09/12/2027     | Provincia de Formosa             |  |
| 15  | Diego Sartori                 | Argentina (21) | Unión por la Patria (7)     | 10/12/2023     | 09/12/2027     | Provincia de Misiones            |  |
| 16  | María Alejandra Más           | Argentina (21) | Unión por la Patria (7)     | 10/12/2023     | 09/12/2027     | Provincia de Río Negro           |  |
| 17  | Matías Sotomayor              | Argentina (21) | Unión por la Patria (7)     | 10/12/2023     | 09/12/2027     | Provincia de San Juan            |  |
| 18  | José Germán Gaitán            | Argentina (21) | Unión por la Patria (7)     | 10/12/2023     | 09/12/2027     | Provincia de La Pampa            |  |
| 19  | Ana Corradi                   | Argentina (21) | Unión por la Patria (7)     | 10/12/2023     | 09/12/2027     | Provincia de Santiago del Estero |  |
| 20  | Alejandro Deanes              | Argentina (21) | Unión por la Patria (7)     | 10/12/2023     | 09/12/2027     | Provincia de Tierra del Fuego    |  |
| 21  | Susana Beatriz Peralta Molina | Argentina (21) | Unión por la Patria (7)     | 10/12/2023     | 09/12/2027     | Provincia de Tucumán             |  |
| 22  | Arlindo Chinaglia             | Brasil (6)     | Partido de los Trabajadores | 17/08/2015     | 31/12/2018     | Estado de São Paulo              |  |
| 23  | Benedita Da Silva             | Brasil (6)     | Partido de los Trabajadores | 17/08/2015     | 31/12/2018     | Estado de São Paulo              |  |
| 24  | Fátima Bezerra                | Brasil (6)     | Partido de los Trabajadores | 17/08/2015     | 31/12/2018     | Estado de Bahía                  |  |
| 25  | Fernando Marroni              | Brasil (6)     | Partido de los Trabajadores | 17/08/2015     | 31/12/2018     | Estado de Río de Janeiro         |  |
| 26  | Humberto Costa                | Brasil (6)     | Partido de los Trabajadores | 17/08/2015     | 31/12/2018     | Estado de Bahía                  |  |
| 27  | Lindbergh Farias              | Brasil (6)     | Partido de los Trabajadores | 17/08/2015     | 31/12/2018     | Estado de Tocantins              |  |
| 28  | Ricardo Canese Krivoshein     | Paraguay (1)   | MPT-Frente Guasu            | 01/07/2013     | 30/06/2018     | Distrito Nacional                |  |
| 29  | Constante Mendiondo           | Uruguay (10)   | Frente Amplio               | 17/08/2015     | 31/12/2018     |                                  |  |
| 30  | Sebastián Sabini              | Uruguay (10)   | Frente Amplio               | 17/08/2015     | 31/12/2018     |                                  |  |
| 31  | Daniel Caggiani               | Uruguay (10)   | Frente Amplio               | 17/08/2015     | 31/12/2018     |                                  |  |
| 32  | Daniel Placeres               | Uruguay (10)   | Frente Amplio               | 17/08/2015     | 31/12/2018     |                                  |  |
| 33  | Ernesto Agazzi                | Uruguay (10)   | Frente Amplio               | 17/08/2015     | 31/12/2018     |                                  |  |
| 34  | Marcos Otheguy                | Uruguay (10)   | Frente Amplio               | 17/08/2015     | 31/12/2018     |                                  |  |
| 35  | Gonzalo Civila                | Uruguay (10)   | Frente Amplio               | 17/08/2015     | 31/12/2018     |                                  |  |
| 36  | Lilián Galán                  | Uruguay (10)   | Frente Amplio               | 17/08/2015     | 31/12/2018     |                                  |  |
| 37  | José Querejeta                | Uruguay (10)   | Frente Amplio               | 17/08/2015     | 31/12/2018     |                                  |  |
| 38  | Luis Gallo                    | Uruguay (10)   | Frente Amplio               | 17/08/2015     | 31/12/2018     |                                  |  |
| 39  | Iris Varela                   | Venezuela (18) | Gran Polo Patriótico        | 11/02/2021     | 31/12/2025     | Estado Táchira                   |  |
| 40  | Saúl Ortega                   | Venezuela (18) | Gran Polo Patriótico        | 11/02/2021     | 31/12/2025     | Estado Carabobo                  |  |
| 41  | Pedro Carreño                 | Venezuela (18) | Gran Polo Patriótico        | 11/02/2021     | 31/12/2025     | Estado Delta Amacuro             |  |
| 42  | Nancy Pérez Sierra            | Venezuela (18) | Gran Polo Patriótico        | 11/02/2021     | 31/12/2025     | Estado Barinas                   |  |
| 43  | Jesús Faría Tortosa           | Venezuela (18) | Gran Polo Patriótico        | 11/02/2021     | 31/12/2025     | Nacional                         |  |
| 44  | Gladys Requena                | Venezuela (18) | Gran Polo Patriótico        | 11/02/2021     | 31/12/2025     | Nacional                         |  |
| 45  | Nicia Maldonado               | Venezuela (18) | Gran Polo Patriótico        | 11/02/2021     | 31/12/2025     | Nacional                         |  |
| 50  | Didalco Bolívar               | Venezuela (18) | Gran Polo Patriótico        | 11/02/2021     | 31/12/2025     | Nacional                         |  |
| 51  | Blanca Eekhout                | Venezuela (18) | Gran Polo Patriótico        | 11/02/2021     | 31/12/2025     | Estado Miranda                   |  |
| 52  | Ricardo Sánchez               | Venezuela (18) | Gran Polo Patriótico        | 11/02/2021     | 31/12/2025     | Nacional                         |  |
| 53  | Gerardo Márquez               | Venezuela (18) | Gran Polo Patriótico        | 11/02/2021     | 31/12/2025     | Estado Trujillo                  |  |
| 54  | Marleny Contreras             | Venezuela (18) | Gran Polo Patriótico        | 11/02/2021     | 31/12/2025     | Estado Monagas                   |  |
| 55  | Luis Alfonzo Reyes            | Venezuela (18) | Gran Polo Patriótico        | 11/02/2021     | 31/12/2025     | Nacional                         |  |
| 56  | Victoria Mata                 | Venezuela (18) | Gran Polo Patriótico        | 11/02/2021     | 31/12/2025     | Nacional                         |  |
| 57  | Ignacio Buznego               | Venezuela (18) | Gran Polo Patriótico        | 11/02/2021     | 31/12/2025     | Estado Barinas                   |  |
| 58  | Jehyson Guzmán                | Venezuela (18) | Gran Polo Patriótico        | 11/02/2021     | 31/12/2025     | Estado Mérida                    |  |
| 59  | Pedro Infante                 | Venezuela (18) | Gran Polo Patriótico        | 11/02/2021     | 31/12/2025     | Distrito Capital                 |  |
| 60  | Candelario Briceño            | Venezuela (18) | Gran Polo Patriótico        | 11/02/2021     | 31/12/2025     | Estado Trujillo                  |  |

- Bolivia: Una vez terminado el proceso de integración al Mercosur, Bolivia tendrá parlamentarios.